# متلازمة منظم ضربات القلب

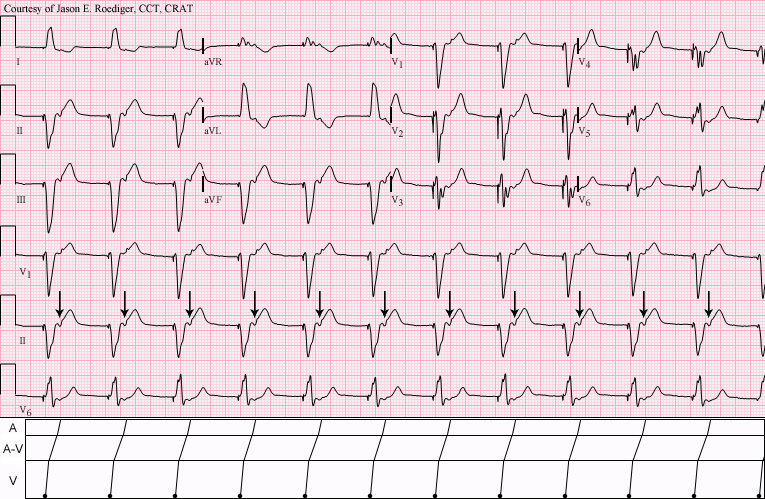

متلازمة منظم ضربات القلب، أو متلازمة ناظم الخطا (بالإنجليزية Pacemaker syndrome) مرض يمثل العواقب السريرية للتزامن الأذيني البطيني غير المثالي (أو ما يسمى خلل التزامن الأذيني البطيني) بعد زرع ناظم خطًا قلبي بصرف النظر عن نمط الإنظام. تُعد هذه المتلازمة من الأمراض علاجية المنشأ (تأثير عكسي ينتج عن العلاج الطبي) وغالبًا ما يُهمل تشخيصها. تكون أعراض المتلازمة عمومًا مزيجًا من نقص نتاج القلب وعدم مشاركة الأذينة في ملء البطين وخسارة استجابة المقاومة الوعائية المحيطية الإجمالية وظهور موجات بّي غير فسيولوجية على تخطيط القلب الكهربائي.
يزداد خطر تطور المتلازمة لدى الأفراد بطيئي معدل نبض القلب قبل زرع ناظم الخطا. تنقبض الحجرة القلبية الأولى (الأذينة) عادةً في أثناء استرخاء الحجرة الثانية (البطين) ما يسمح للبطين بالامتلاء قبل انقباضه وضخ الدم خارج القلب. عندما يزول التزامن بين الحجرتين تنخفض كمية ضخ الدم في كل نبضة. قد يحتاج المرضى المصابون بالمتلازمة إلى تعديل برمجة الجهاز أو تركيب مسرًى آخر لتحسين تناسق التوقيت بين انقباض الأذينة والبطين.

## العلامات والأعراض
لا توجد مجموعة محددة من المعايير تؤكد تشخيص متلازمة ناظم الخطا، وتكون أغلب العلامات والأعراض غير نوعية، ويشيع ظهور الكثير منها بين المعمرين في الفحوص البدئية. في المختبر، تلعب البيانات المأخوذة من ناظم الخطا دورًا حاسمًا في تحديد نمط الجهاز وأي مساهمة له في الأعراض.
توثق الأعراض عادةً في ملف المريض الطبي، وتُصنف وفقًا لسببها إلى:
- أعراض عصبية: الدوخة والإغماء الوشيك والتشوش الذهني.
- قصور القلب: ضيق النفس وضيق النفس الاضطجاعي وضيق التنفس الليلي الانتيابي والاستسقاء.
- هبوط الضغط: النوب وتبدل الحالة العقلية والتعرق وعلامات هبوط الضغط الانتصابي والصدمة.
- انخفاض النتاج القلبي: الإعياء والضعف وضيق النفس الجهدي والخمول وخفة الرأس.
- أعراض حركية دموية: الخفقان في العنق والبطن والإحساس بالشرقة وألم الفك والزكام الصدري (التهاب القصبات الحاد) والصداع.
- أعراض متعلقة بمعدل نبض القلب: الخفقان المترافق مع اضطرابات النظم.

يبحث الفاحص على وجه الخصوص عن الموجودات التالية خلال الفحص السريري لأنها شائعة الوجود عند القبول في المستشفى:
- العلامات الحيوية: قد تكشف هبوط الضغط أو تسرع القلب أو تسرع التنفس أو انخفاض تشبع الأكسجين.
- قد تتغير سعة النبض، وقد تتأرجح قيم ضغط الدم.
- انتفاخ أوردة العنق والموجات الأذينية الشبيهة بضربة المدفع في أوردة العنق.
- سماع خراخر فرقعية في الرئتين.
- قد يكشف الفحص القلبي عن نفخات صمامية قلسية وتغير في أصوات القلب.
- قد يصبح الكبد نابضًا والربع العلوي الأيمن من البطن ممضًا عند الجس، وقد يظهر الحبن في الحالات الشديدة.
- قد يتوذم الطرفان السفليان.
- قد يكشف الفحص العصبي عن التشوش الذهني أو الدوخة أو تغير الحالة العقلية.

### الاختلاطات
أظهرت الدراسات أن المصابين بمتلازمة ناظم الخطا و/أو متلازمة الاختلال الوظيفي للعقدة الجيبية أكثر عرضةً للإصابة باختلاطات قاتلة تفرض عليهم المراقبة الحذرة في وحدة العناية المشددة. تشمل الاختلاطات: الرجفان الأذيني والحوادث الخثارية الصمية وقصور القلب.

## الأسباب
لم تُفهم أسباب المتلازمة بوضوح بعد، لكن تترافق معها عوامل خطر عديدة.

### عوامل الخطر
- في مرحلة ما قبل زرع ناظم الخطا، هناك عاملان متغيران من المتوقع أن يؤهبا لحدوث المتلازمة. الأول معدل النظم الجيبي المنخفض، والثاني رفع الحد الأدنى لمعدل النظم المبرمج في الجهاز. في مرحلة ما بعد الزرع، كانت الزيادة المئوية في عدد نبضات البطين المنظمة العامل الوحيد ذو القيمة التنبؤية بتطور متلازمة ناظم الخطا.[10]
- يعاني المرضى ذوو التوصيل البطيني-الأذيني السليم (التوصيل الراجع) من ارتفاع خطر تطور متلازمة ناظم الخطا، إذ يملك 90% من المرضى ذوي التوصيل الأذيني البطيني المصان توصيلًا راجعًا سليمًا، ونحو 30-40% من المصابين بإحصار أذيني بطيني تام لديهم توصيل راجع مصان. قد لا يظهر التوصيل الراجع السليم عند تركيب ناظم الخطا وقد يتطور بعد زرعه.[2][5][10][11]
- يتحسس المرضى المصابون بعدم مطاوعة البطين وخلل الوظيفة الانبساطية لخسارة المساهمة الأذينية في ملء البطين، وهم أكثر عرضةً للإصابة بالمتلازمة، وهذا يشمل المصابين باعتلال عضلة القلب (اعتلال القلب بفرط الضغط، اعتلال العضلة القلبية الضخامي، اعتلال عضلة القلب الحاصر) والمرضى المعمرين.[5][7][10][12]
- عوامل أخرى ترتبط بتطور متلازمة ناظم الخطا: نقص حجم الضربة القلبية والنتاج القلبي، ونقص الكسر التفريغي الإجمالي للأذينة اليسرى المترافق مع الإنظام البطيني.[5][10]

## الفسيولوجيا المرضية
إن خسارة التزامن الفسيولوجي بين الانقباض الأذيني والبطيني، الذي يُسمى أحيانًا خلل التزامن الأذيني البطيني، يؤدي إلى ظهور أعراض ذات آليات مختلفة. ينقص النتاج القلبي نتيجة تغير الانقباض البطيني، وهذا يؤدي إلى هبوط ضغط جهازي انعكاسي مع أعراض متنوعة.

### خسارة الانقباض الأذيني
قد يؤدي الإنظام غير المناسب لدى مرضى نقص المطاوعة البطينية، الذي قد ينجم عن أمراض عديدة مثل اعتلال العضلة القلبية بفرط الضغط والاعتلال الضخامي والحاصر والتقدم بالعمر، إلى خسارة الانقباض الأذيني وحدوث نقص كبير في النتاج القلبي. يحتاج الحفاظ على الوظيفة القلبية في مثل هذه الحالات إلى مساهمة الأذينة بنحو 50% من النتاج القلبي، وهي عادةً تساهم في 15-25% منه فقط.

### النبض المدفعي في الوريد الوداجي (موجات إيه)
يسبب الانقباض الأذيني في مواجهة صمام مثلث الشرف المغلق انتقال النبضة إلى العنق والبطن والإصابة بالصداع والسعال وألم الفك.

### ارتفاع الضغط الأذيني
يترافق الإنظام البطيني مع ارتفاع ضغط الأذينيتين اليمنى واليسرى، إضافةً إلى ارتفاع الضغط الرئوي الوريدي والشرياني ما يؤدي إلى احتقان كبدي ورئوي عرضيين.

### زيادة إنتاج الببتيدات المدرة للصوديوم
ترتفع مستويات الببتيد الأذيني المدر للصوديوم في بلازما المصابين بمتلازمة ناظم الخطا، وهذا بسبب ارتفاع الضغط ضمن الأذينة اليسرى وارتفاع ضغط امتلاء البطين الأيسر نتيجة نقص النتاج القلبي الناجم عن خلل التزامن بين انقباض الأذينة والبطين. يُعد الببتيدان الأذيني والدماغي المدران للصوديوم موسعين وعائيين فعالين يؤثران على الأوردة والشرايين ويمكن أن يغطيا على منعكس المستقبلات الضغطية في السباتي والأبهر التي تحاول معاوضة انخفاض ضغط الدم. ترتفع مستويات الببتيد الأذيني المدر للصوديوم في بلازما مرضى موجات إيه الأذينية إلى قيم أعلى ممن لا يظهرون هذه الموجات.

### التوصيل البطيني-الأذيني (التوصيل الراجع)
يعد التوصيل البطيني-الأذيني من الأسباب الكبرى لخلل التزامن الأذيني البطيني. يشار إليه أحيانًا باسم التوصيل الراجع، ويؤدي إلى انقباض متأخر غير فسيولوجي في الأذينة نسبةً لانقباض البطين، ولكن هناك حالات عديدة أخرى تحرض خلل التزامن الأذيني البطيني.
يؤدي ما سبق إلى انخفاض إضافي في ضغط الدم وزيادة ثانوية في إفراز الببتيدين الأذيني والدماغي المدرين للصوديوم.

## الوقاية
عند زرع ناظم الخطا، يجب تحسين التزامن الأذيني البطيني للوقاية من حدوث متلازمة ناظم الخطا، إذ أبدى المرضى نتائج رائعةً عندما كان التزامن مثاليًا، وأصبح معدل وقوع المتلازمة منخفضًا جدًا مقارنةً بمن لديهم تزامن أذيني بطيني دون المستوى المثالي.

## العلاج

### الحمية الغذائية
لا تستطيع الحمية الغذائية وحدها علاج متلازمة ناظم الخطا، لكن النظام الغذائي المناسب مع الأنظمة العلاجية المذكورة لاحقًا تحسن أعراض المريض. ومن الأمثلة على ذلك:
- المرضى المصابون بقصور القلب يُستطب لديهم اتباع حمية ناقصة الملح.[15]
- تكون الحمية زائدة الصوديوم مناسبةً للمرضى المصابين بقصور الجهاز العصبي الذاتي.[15]
- يحتاج المرضى المصابون بالتجفاف تمييهًا بالسوائل الفموية.[15]

### الأدوية
لا توجد أدوية محددة لعلاج المتلازمة مباشرةً لأن العلاج يتطلب تحديث نظام الجهاز أو إعادة برمجته.

### الرعاية الطبية
- يستفيد المرضى الموضوعون على الإنظام البطيني من وضع مسرًى إضافي في الأذينة وتحسين التزامن الأذيني البطيني لإزالة الأعراض.[1][4][8][10]
- في المرضى الموضوعين على نمط مختلف من النظم مغاير للإنظام البطيني، تزول الأعراض عادةً بعد تعديل ثوابت ناظم الخطا وإعادة برمجته، كضبط التأخر الأذيني البطيني وتغيير فترة العصيان الأذيني بعد انقباض البطين ومستوى الحساسية وعتبة فولتاج النظم. تختلف القيم المثالية لهذه الثوابت بين الأفراد، لذا يتطلب تحقيقها فترةً تجريبيةً مع إعادة برمجة تالية وتحديد القياسات المتعلقة بها مثل ضغط الدم والنتاج القلبي والمقاومة الوعائية المحيطية الإجمالية، إضافةً إلى مراقبة الأعراض.[1][4][8][10]
- في حالات نادرة، يساعد استخدام التلاكؤ (تأخر الاستجابة) للحفاظ على التزامن الأذيني البطيني على تلطيف أعراض المرضى الموضوعين على نظم التثبيط البطيني (في في آي) شريطة سلامة وظيفة العقدة الجيبية. يقلل التلاكؤ من الوقت الضائع في نمط النظم، وهذا قد يزيل الأعراض خاصةً عندما يسبب نمط النظم خللًا في التزامن الأذيني البطيني.[4][10]
- يفيد استبدال ناظم الخطا أحيانًا إذا استمرت الأعراض بعد كل أنماط العلاجات المذكورة، وهذا قد يلطف أعراض المريض.[1][4][8]
- تشمل الرعاية الطبية تقديم العلاج الداعم عند حدوث أي من الاختلاطات المذكورة تاليًا، ويجب أن يكون الفريق الطبي جاهزًا للتدخل. تشمل الاختلاطات المحتملة: قصور القلب، انخفاض الضغط، تسرع النبض، تسرع التنفس، اضطراب تشبع الأكسجين.[1][6][8]

### التداخلات الجراحية
قد تحتاج الحالة أحيانًا تداخلًا جراحيًا، إذ قد تتطلب تركيب ناظم خطًا إضافي بعد استشارة اختصاصي فسيولوجيا كهربائية القلب، وهذا الجهاز سيزيل بعض الأعراض التي يعاني منها المريض.

## الوبائيات
يتراوح معدل وقوع متلازمة ناظم الخطا وفق التقارير بين 2 إلى 83%. يتعلق هذا الانتشار الواسع بعاملين يُعدان معيارين لتشخيص المتلازمة وتحديد العلاج المناسب لها.

## التاريخ
وصف ميتسوي وآخرون متلازمة ناظم الخطا للمرة الأولى عام 1969 على أنها مجموعة من الأعراض المترافقة مع إنظام البطين الأيمن. صاغ إربل اسم المتلازمة للمرة الأولى عام 1979، ومنذ أول اكتشاف لها ظهرت تعاريف عديدة لهذه الحالة، ولازال فهم أسبابها موضع استقصاء وبحث. يمكن تعريف المتلازمة بشكل عام على أنها مجموعة الأعراض المرافقة لإنظام البطين الأيمن والتي تزول مع إعادة التزامن المثالي بين الأذينة والبطين وبين البطينين.